# Ewald Foth
Ewald Foth (ur. 1 sierpnia 1908 w Stutthofie, zm. 22 października 1948 w Gdańsku) – niemiecki zbrodniarz wojenny, członek załogi obozu koncentracyjnego Stutthof oraz SS-Oberscharführer.

## Życiorys
Od 1936 należał do SS, a od 1937 do NSDAP. Od września 1939 do kwietnia 1945 należał do załogi obozu Stutthof. Początkowo pełnił funkcję strażnika, ale stopniowo awansował, zostając w 1944 kierownikiem żydowskiej części obozu (znalazły się w niej głównie kobiety z Węgier, Kowna i Rygi). Foth był jednym z najbardziej okrutnych esesmanów w Stutthofie, szczególnie znęcał się nad więźniami żydowskimi. Brał udział w egzekucjach i innych akcjach represyjnych, osobiście prowadził selekcje więźniarek żydowskich do komór gazowych, szczególnie wybierając kobiety w  ciąży, a w przypadku ich awarii zabijał wyselekcjonowane kobiety osobiście. 
W maju 1945 został aresztowany przez Brytyjczyków i następnie wydany władzom polskim w maju 1946. W drugim procesie załogi Stutthof przed Sądem Okręgowym w Gdańsku Foth był jednym z głównych oskarżonych. 31 stycznia 1947 skazany został na śmierć przez powieszenie. Stracono go w 22 października 1948 w gdańskim więzieniu.